# Холкина (деревня)
Холкина — деревня в Пышминском городском округе Свердловской области России.

## Географическое положение
Деревня Холкина муниципального образования «Пышминский городской округ» Свердловской области расположена в 18 километрах (по автотрассе в 20 километрах) к северо-западу от посёлка Пышма, на правом берегу реки Мостовая (левый приток Юрмач, бассейн реки Пышма). В деревне расположен пруд.

## Население
| 2002 | 2010 | 2021 |
| ---- | ---- | ---- |
| 475  | ↘447 | ↘407 |